# Německé karty

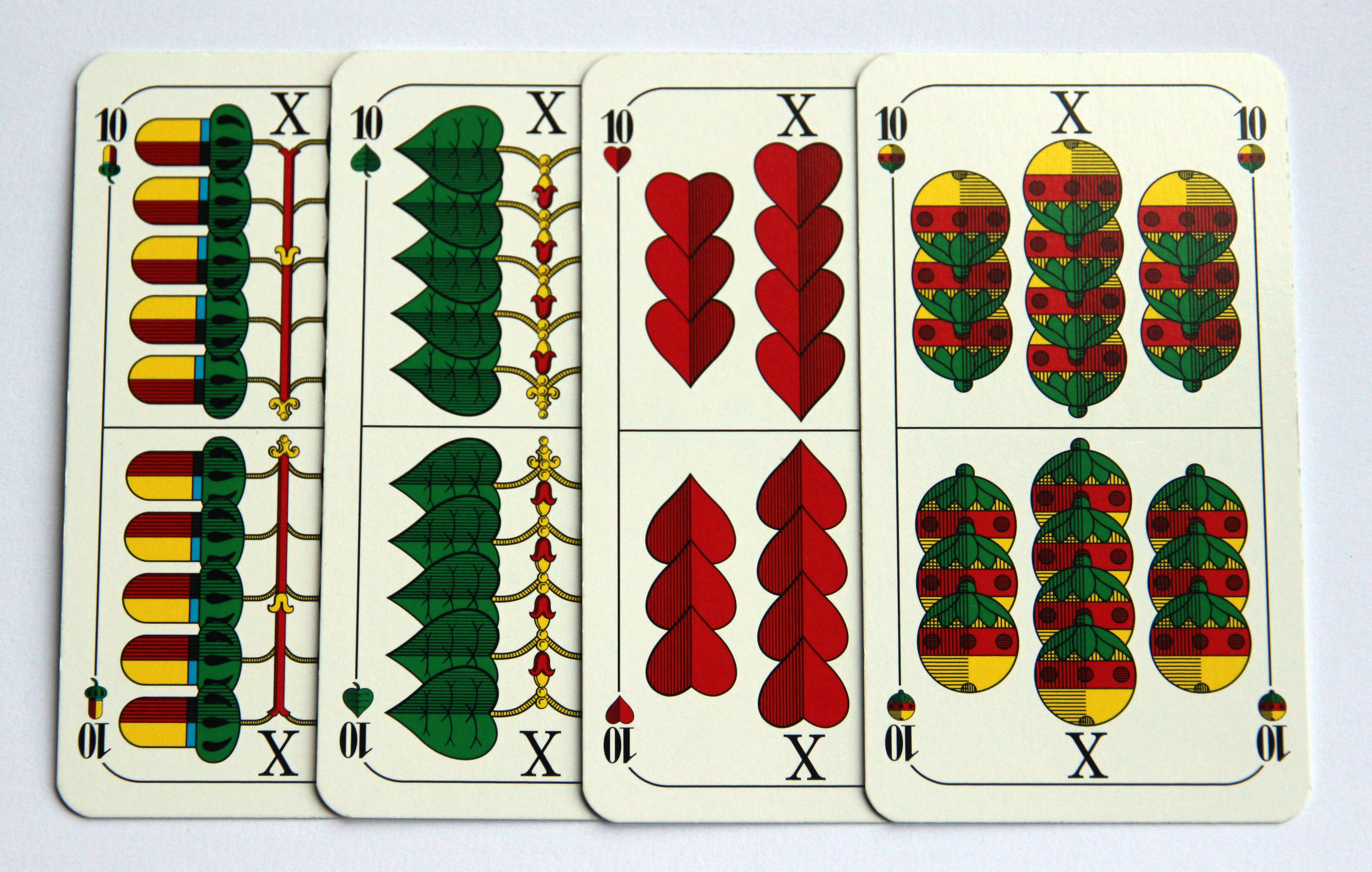
Desítky bavorského vzoru ve čtyřech německých barvách žaludy, zelené, srdce a kule

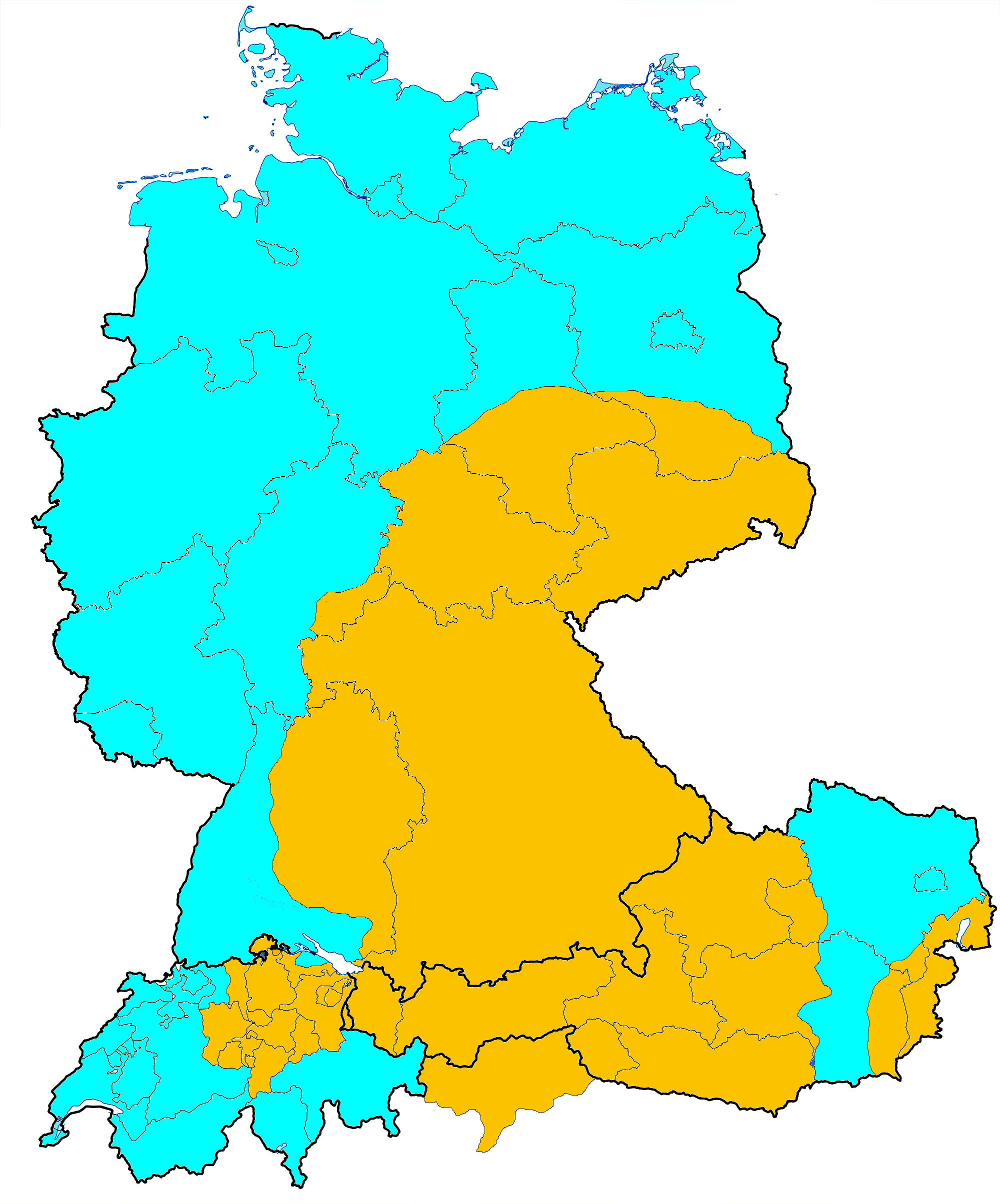
Rozložení německých a švýcarsko-německých barev (oranžová) a francouzských barev (modrá) v Německu, Rakousku, Jižním Tyrolsku, Švýcarsku a Lichtenštejnsku

Německé karty, známé jako mariášové karty, jsou velmi rozšířeným stylem tradičních hracích karet používaných v mnoha částech střední Evropy, pro které jsou charakteristické sady 32 nebo 36 karet rozdělených do čtyř barev: žaludy (Eicheln), zelené či listy (Grüne, Laube), srdce nebo červené (Herzen nebo Roten) a kule (Schellen, doslova rolničky). Německý systém barev je jedním z nejstarších, stal se standardem kolem roku 1450 a o několik desetiletí později ovlivnil podobu dnes mezinárodního francouzského systému barev kříže, piky, srdce a kára. Dnes jsou německé barevné hrací karty běžné v jižním a východním Německu, Rakousku, německy mluvícím Švýcarsku, Lichtenštejnsku, severní Itálii, Maďarsku, České republice, na Slovensku, ve Slovinsku, Chorvatsku, Bosně, severním Srbsku (Vojvodina), jižním Polsku a ve středním a západním Rumunsku.

## Historie
Hrací karty (Spielkarten) se původně objevily v německy mluvících zemích koncem 70. let 13. století. Nejstarší karty byly pravděpodobně v latinské barvě, podobně jako karty používané v Itálii a Španělsku. Po mnoha experimentech se karty ustálily na čtyřech výše zmíněných barvách kolem roku 1450. V německy mluvícím Švýcarsku se používají blízce příbuzné švýcarské hrací karty. Francouzské symboly barev, známé v mezinárodním měřítku a zejména v anglicky mluvících zemích, byly odvozeny z německých kolem roku 1480.
Balení s německými barvami měla původně čtyři dvorní karty v každé barvě (King, Queen, Ober a Unter), ale počátkem 16. století byla královna vypuštěna. Desítka byla často zobrazována s praporem a označována jako Banner nebo Panier; to se zachovalo na kartách ve švýcarské barvě, ale v Německu zaniklo v polovině 16. století, ačkoli se přinejmenším do roku 1783 nadále nazývala Panier. Esa byla vypuštěna ještě dříve, pravděpodobně v 70. letech 14. století, takže standardní německý balíček měl 48 karet; dvojka byla povýšena na místo po esu. V průběhu 18. století byl balíček se 48 kartami dále redukován na 36, ačkoli existují doklady o tom, že se místy prodávaly balíčky se 48 kartami, takzvané "Karniffel", až do první poloviny 19. století.
Německé karty se rozšířily po celé střední Evropě do oblastí, které byly kdysi pod německou nebo rakouskou kontrolou: Maďarsko, Slovinsko, Slovensko, Česká republika, Chorvatsko, Rumunsko (v oblastech Sedmihradska a Banátu), Vojvodina v Srbsku, Jižní Tyrolsko v Itálii, Zakarpatsko na Ukrajině a příhraniční oblasti Slovenska a v některých částech Polska. Až do počátku 20. století se vyráběly a používaly také na východě v Rusku. Karty v německém stylu jsou dodnes dobře známé po celých těchto zemích včetně některých částí samotného Německa, ačkoli jim od konce 17. století silně konkurují francouzské hrací karty.
Až do třicetileté války (1618-1648) se německé karty používaly ve všech německy mluvících oblastech Evropy. Během války se však díky přesunům vojáků začaly objevovat karty francouzské, které nakonec vytlačily německé karty ve velké části německých zemí. Na sever od řeky Mohan se udržel pouze prusko-slezský vzor, běžný v Prusku. Po svém připojení k Prusku v 18. století začalo Slezsko používat karty pruského vzoru namísto do té doby převládajícího rakouského vzoru. Dnes se ve velké části Německa nejčastěji používají karty francouzského, berlínského vzoru, i když v některých regionech se hojně používají i karty německého vzoru.
Mezi tradiční karetní hry, při nichž se používají německé karty v barvě, patří Binokel, Doppelkopf, Gaigel, Schafkopf, Skat, Taroky a Watten.

## Hodnoty
| Barva | červené, srdce | kule | žaludy | zelené, listy |

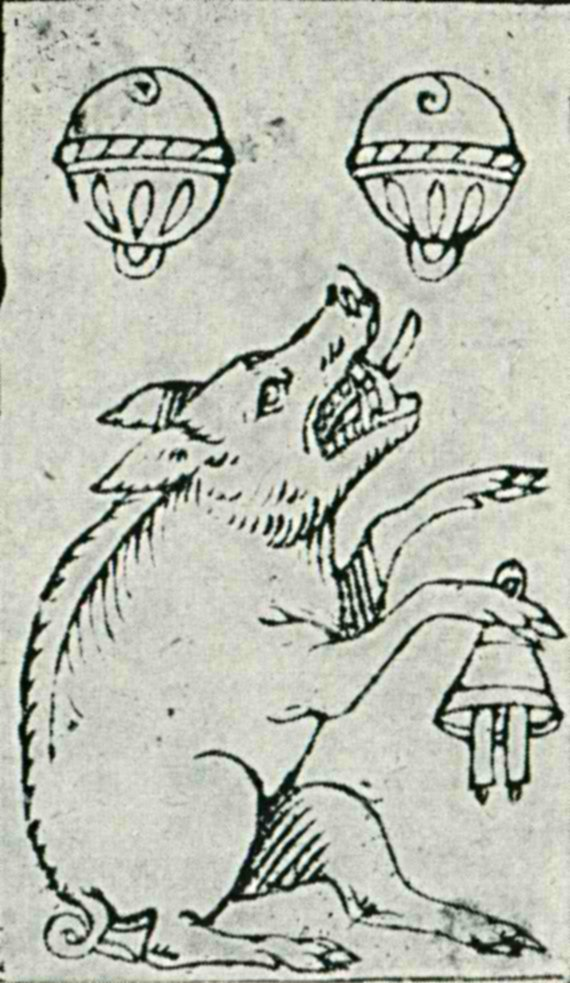
Kulová dvojka, 1573

Německé karty mají obvykle méně karet než francouzské, španělské nebo italské sady. Typický severoněmecký balíček má 32 karet s pořadím od 7, 8, 9, 10, spodek či kluk (podřízený nebo seržant), svršek (nadřízený nebo důstojník), král (König) a "eso", celkem 32 karet. "Eso" je ve skutečnosti dvojka (Daus), jak naznačují jeho dva symboly barvy. Dnes se však zřídkakdy, pokud vůbec, nazývá Daus. Jižní vzory mají 36 karet včetně šestky. V Jižním Tyrolsku se stále vyrábějí balíčky se 40 kartami v německých barvách, aby se s nimi mohly hrát italské hry. V roce 2019 vyrobila společnost ASS Altenburger dvojitý 52karetní balíček v německých barvách pro hru Rommé. Unikátně však obsahoval dámy a kluky místo svršků a spodků.
V Bavorsku, Rakousku a Jižním Tyrolsku je kulová šestka (nebo někdy kulová sedmička, kde není šestka) známá jako Weli nebo Belle, která se často používá jako divoká karta. Poprvé se Weli objevil kolem roku 1855 v zaniklém tyrolském vzoru a později v salcburském a telském vzoru. Kulová sedmička je někdy známá jako Belli a sedmička žaludů jako Spitz nebo Soacher a mají srovnatelné použití, přičemž Weli je vyšší karta. Například v bavorské hře Watten jsou tři nejvyšší karty následující po příslušném trumfovém esu - v sestupném pořadí: (= srdcový král, přezdívaný podle prvního bavorského krále Maxmiliána I. Josefa Bavorského), Belli (nebo Welli) a Spitz. S výjimkou vzoru Nový Altenburg obsahují všechny karty s hodnotou 10 římskou číslici X v horní části uprostřed karty.
Eso v německých a švýcarských německých sadách má zvláštní historii. Esa zmizela z německých balíčků v průběhu 15. století. Když bylo v 16. století ve francouzských balíčcích eso povýšeno nad krále, stalo se tak i v Německu, což vedlo ke sloučení esa a dvojky. Proto jsou na většině balíčků na esu vyobrazeny dva symboly a říká se mu také Daus (dvojka). Záměně se předešlo, když se v průběhu 17. a 18. století stala nejnižší kartou ve většině balíčků sedmička nebo šestka, hráči se záměně vyhýbají také tím, že Eso/Deuce alternativně nazývají Sau (prasnice).

## Vzory
Mnoho regionů má svůj vlastní vzor (Bild), který se vyznačuje jedinečnou kresbou nebo počtem karet. Některé vzory pocházejí z mnohem starších vzorů, jako například saský vzor, jehož předky lze vysledovat až ke kartám typu Stukeley z 15. století, které byly v roce 1763 pojmenovány podle jejich tvůrce Williama Stukeleyho.

### Severní
Severní vzory zahrnují saský vzor ve staré, nové a dvouhlavové variantě, dolnosaský vzor a dva typy pruského neboli prusko-slezského vzoru. Většina z nich byla původně vyráběna s 36 kartami, ale po rozšíření Skatu byl tento počet snížen na 32 karet. U severských vzorů jsou žaludy červené.

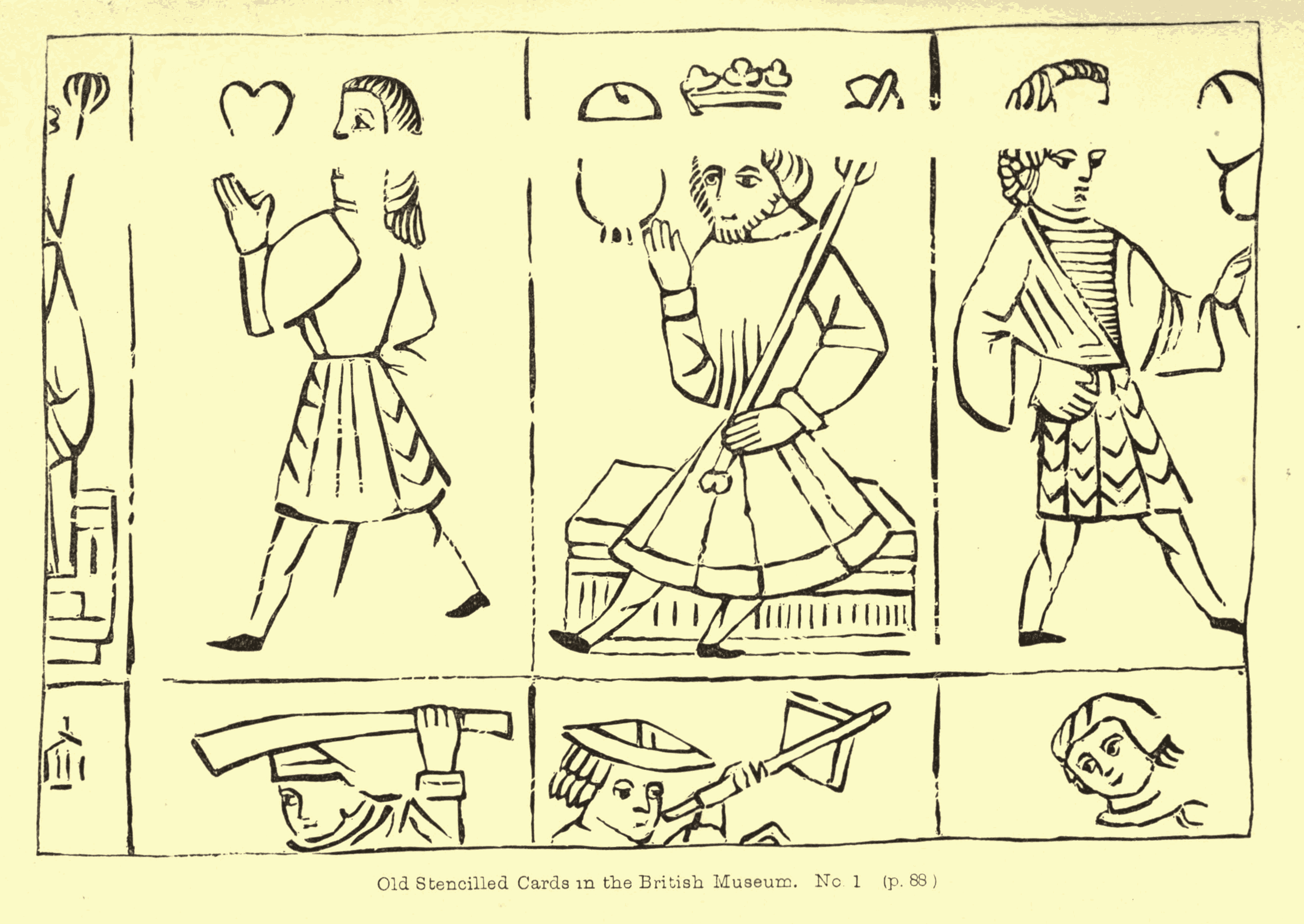
Stukelejské karty

#### Saský vzor

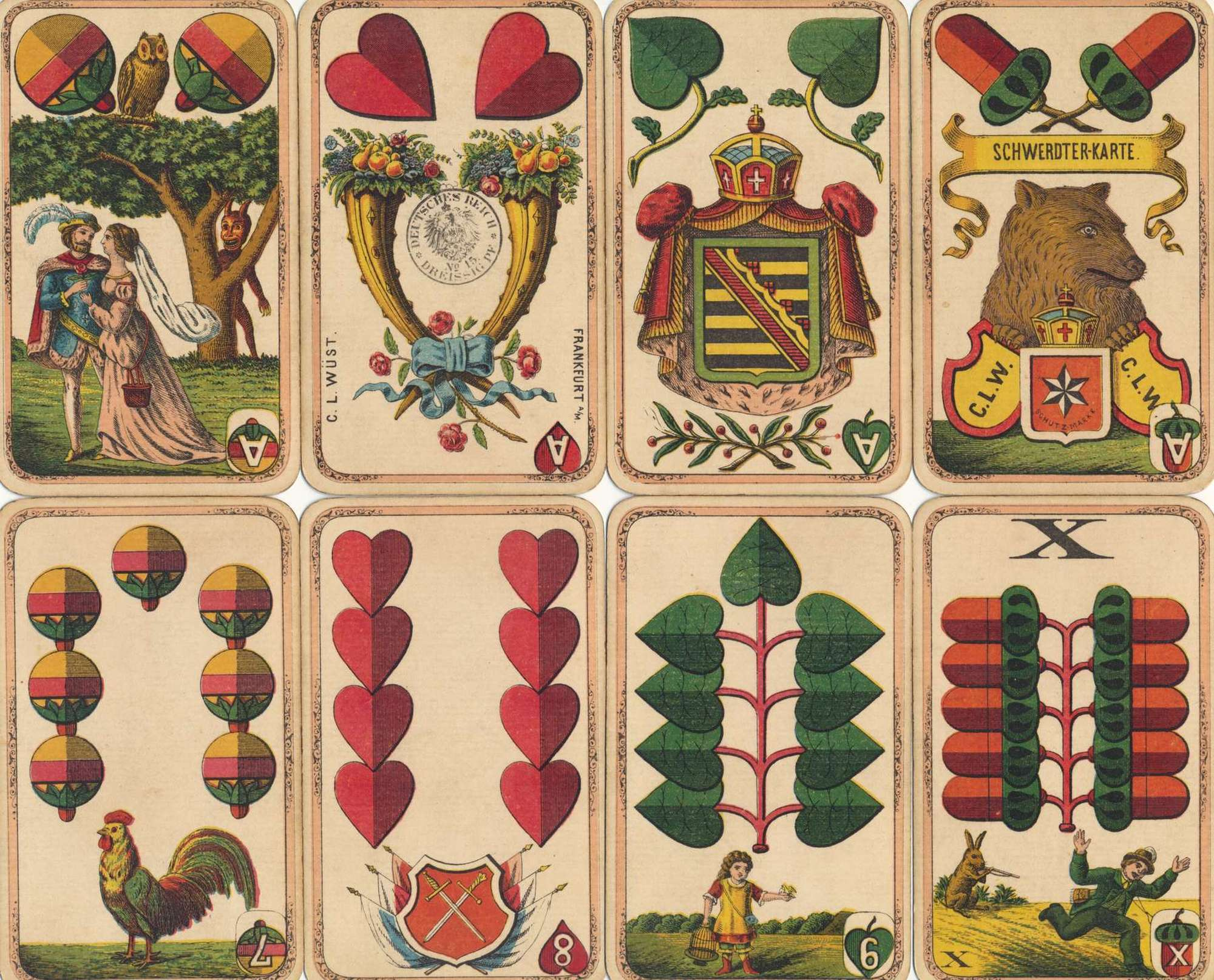
Saský vzor

Jediným tradičním severním vzorem, který se v Německu stále pravidelně vyrábí, je saský vzor, u něhož mají rohové indexy pouze karty se symboly. Karty saského vzoru různých vzorů se však pro německy mluvící oblast ohraničenou zhruba řekami Labe a Sála a Krušnými horami na jihu vyrábějí již více než 500 let. Tuto oblast představují moderní německé státy Sasko a Durynsko, přičemž druhý jmenovaný stát historicky spadal pod saskou nadvládu. Historicky se jim říkalo Schwerterkarte, "mečové karty", což odkazovalo na dva nebo tři meče zobrazené na některých kartách, symbol volebního práva saských vévodů.
Moderní saský vzor s dvojitým koncem je výsledkem dlouhého vývoje z primitivních karet typu Stukelej dovezených z Norimberka. Wolfgang Suma identifikoval čtyři vývojové etapy:
- Norimberský vzor, typ Stukelej, dovezený koncem 15. století. Později se podle hry nazývaly karty Ruimpf.
- Kavalírské karty, vyvinuté v první polovině 18. století pravděpodobně v Lipsku.
- Schwerterkarte (mečové karty), poprvé se objevily 1800, koncem 19. století se staly oboustrannými].
- Východoněmecký vzor, navržený v letech 1963-1964.

##### Karty Ruimpf
V Sasku a Durynsku existoval také balíček známý jako Ruimpf karty (Rümpffkarte nebo Rümpfkarte), který se vyráběl od 16. do 18. století, než byl nahrazen saským vzorem. Ruimpf nebo Ruempf (německy Rümpfspiel nebo Rümpffen) byl název hry, jejíž přesná pravidla nejsou známa. Předpokládá se, že karty Ruimpf vznikly v jižním Německu a byly určeny na vývoz do Krušných hor. Byly užší než téměř čtvercové karty staršího norimberského vzoru (viz níže).

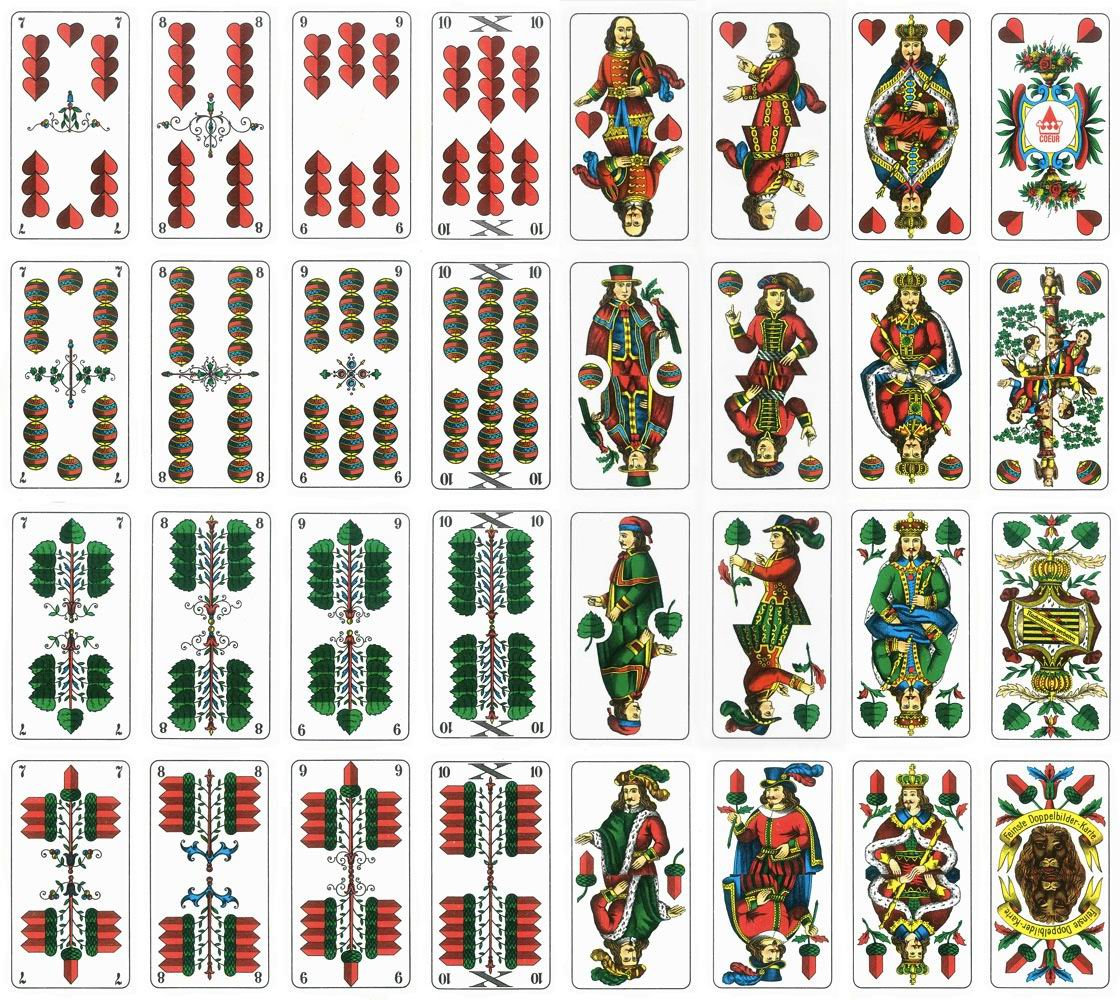
Saský dvouhlavý vzor

##### Schwerterkarte
Starší varianta saského jednohlavého vzoru vznikla v Lipsku a Drážďanech na počátku 19. století a byla typizována jako Schwerterkarte, pojmenovaná podle zkřížených mečů na erbu žaludové dvojky (esa). Repliky tohoto raného typu se vyrábějí dodnes, například exemplář z roku 1835 vyrobený firmou Altenburger. Novější, propracovanější varianta vznikla na počátku 19. století. V obou provedeních je na žaludské dvojce velký lev, na kulové dvojce jsou překvapeni milenci a kulový spodek drží ochočeného ptáka. Na pip kartách se objevuje řada ornamentálních výjevů od zvířat, legendárních i skutečných, až po biblické scény. Ty ustoupily dvouhlavým verzím, které přišly do módy na konci 19. století a vyrábějí se dodnes.

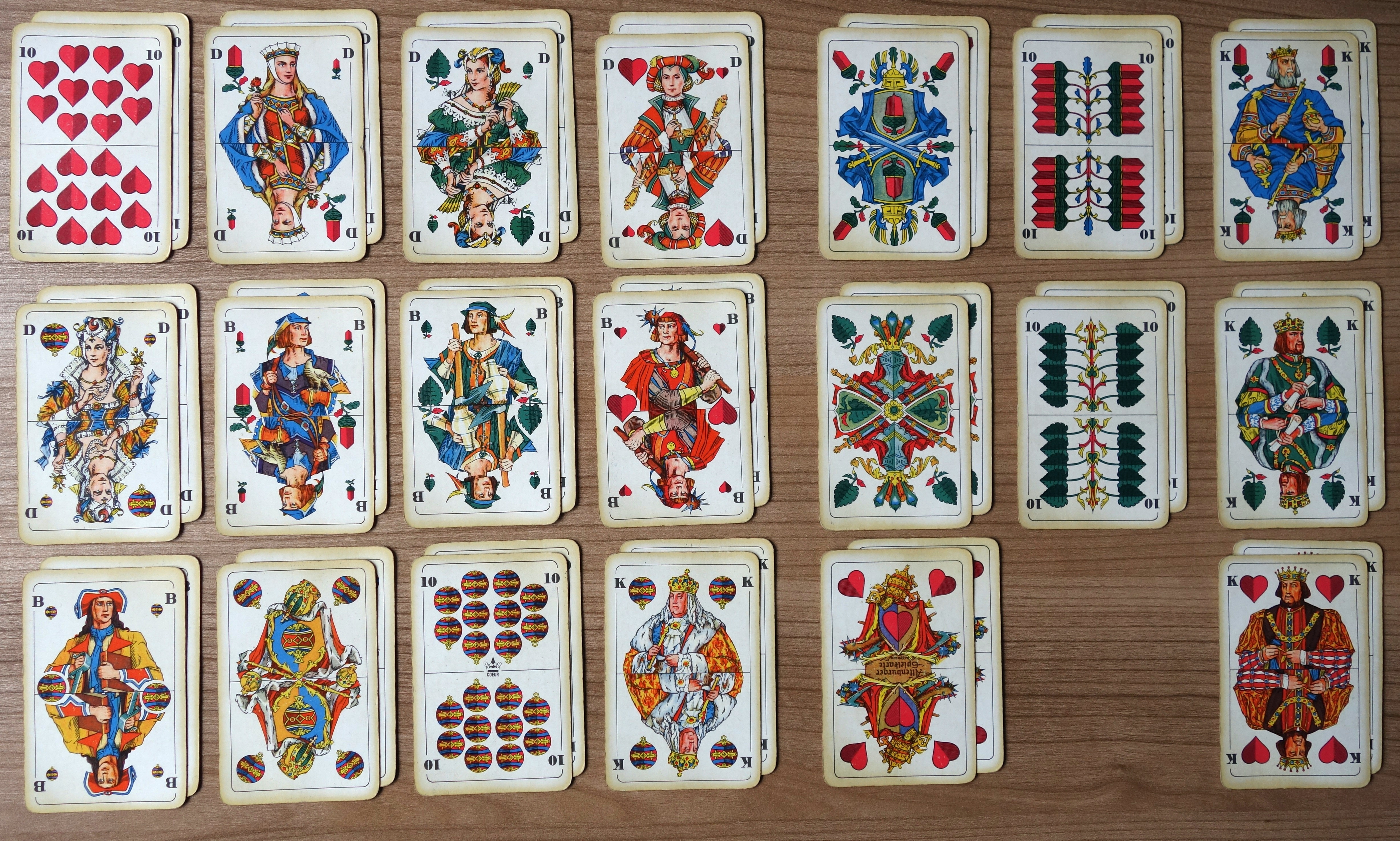
Východoněmecký vzor (obrázkové karty Doppelkopf)

##### Východoněmecký vzor
Tyto starší severní vzory byly zastíněny dvouhlavým vzorem Nový Altenburg, nové Německo nebo Východní Německo, který vytvořil Walter Krauss (1908-1985) v bývalém východním Německu a který přidal rohové indexy na všechny karty kromě es a chytře změnil rozměry karet tak, aby odpovídaly standardním kartám pokeru nebo rummy. V roce 2018 uvedla společnost ASS Altenburger (ASS) na trh první balíček 52 karet v německém stylu po několika staletích, a to v rámci sady Rommé, která obsahuje 2 balíčky po 52 kartách a 2 žolících. Tato limitovaná edice 1000 sad byla téměř okamžitě vyprodána, a tak v roce 2019 vydala společnost ASS přepracovanou sadu zohledňující zpětnou vazbu zákazníků. Navzdory tomu, že jsou karty v německém stylu, jsou na nich místo svrška a spodka zobrazena dáma a kluk (Obers a Unters). Dámy byly původně také navrženy Kraussem, ale při uvedení v 60. letech 20. století nebyly populární. Kromě toho jsou zde dvojky i dvojky (nazývané esa).

#### Pruský vzor
Pruský vzor je v Polsku již více než sto let nejrozšířenějším vzorem německých karet, i když v současnosti je obvykle spojován pouze se Skatem, který se hraje především v Horním Slezsku. Běžná německá verze tohoto vzoru se v Polsku vyráběla až do poloviny 60. let 20. století, kdy byla poté nahrazena modifikací (obvykle nazývanou slezský vzor), kterou na počátku 60. let 20. století navrhl Franciszek Bunsch, přičemž balíčky s tímto vzorem se vyrábějí od roku 1963, nebo různé typy pruského dvouhlavého vzoru, které se stále vyrábějí jako speciální edice.

### Jižní
36 karet bavorského (mnichovský a štralzundský typ), francouzského a salcburského (neboli einfachdeutsche) vzoru pochází ze starého bavorského vzoru, který sám o sobě vychází z augsburského vzoru z 15. století. Ve všech variantách jsou svršci a spodci zobrazeni jako bojovníci, přičemž svršek a spodek listů nesou buben, respektive pěsti. Bavorské karty mají poměr stran zhruba 2:1. U jednohlavého vzoru (Einfach), který býval běžný, se používaly různé obrazové vzory, zejména na pipových kartách. Tyto jednotlivé výjevy se dnes nacházejí pouze na dvojkách (nazývaných také dvojky, svině nebo esa). Od 80. let 20. století italští výrobci zařazují do svých salcburských balíčků i pětky, aby umožnili německy mluvícím obyvatelům Jižního Tyrolska hrát italské karetní hry, které vyžadují 40 karet s barvami, jež jsou jim známější. Salcburské balíčky také zdědily "Weli" po svém zaniklém sourozenci, tyrolském vzoru. Salcburský vzor zůstává nevratný a postrádá rohové indexy. Většina her vyžaduje pouze 32 karet vyloučením šestek, například Schafkopf. Mezi hry, které vyžadují celý balíček, patří bavorský tarock, Jass, Tapp a některé verze hry Watten.
Balíček českého (nebo pražského) vzoru je standardní balíček, který se dodnes používá v české části České republiky. Je úzce příbuzný s rakouským salcburským vzorem, a je tedy také potomkem starého bavorského - jednoho z nejstarších balíčků s německým vzorem -, ale v balíčku je pouze 32 karet, stejně jako u severských. Karty jsou jednohlavé, postrádají rohové indexy a používají se pro hraní tradičních regionálních her. Kavky představují vojáky a drží kopí, halapartny nebo meče nebo jsou v případě barvy listů vyobrazeny při hře na píšťalu nebo buben. Králové sedí a jsou opatřeni dvěma značkami barev jako dvojky. Na pip kartách jsou miniaturní výjevy zvířat nebo venkovského života. Vzor dodnes vyrábí Společnost Hrací Karty 1884.

#### Původ
Augsburský vzor byl jedním ze dvou předchůdců (druhým byl ulmsko-mnichovský vzor) současného bavorského vzoru a objevil se kolem roku 1500. Čtyři králové sedící na trůnech jsou doprovázeni dvěma ozbrojenými služebníky. Zelený svršek a spodek jsou vojenští hudebníci, svršek je blázen hrající na dudy; spodek hraje na "fanfáru" nebo flétnu. Srdcový svršek a spodek jsou vyzbrojeni tyčovými zbraněmi, kulový svršek a spodek meči, žaludový svršek a spodek nesou palcát a bosovaný štít.
V polovině 17. století, po třicetileté válce, se augsburský vzor změnil na tzv. starobavorský vzor. Žaludový svršek a spodek byli nyní vyzbrojeni mečem a parádní dýkou. Zelený svršek a spodek nyní nosili buben a fifu; od této chvíle se bubeník a fifa stali charakteristickým znakem bavorského vzoru. Svršci a spodci stejného obleku byli vyzbrojeni, jako v šermířské škole, stejnými zbraněmi. V tomto období byl počet karet snížen z původních 48 (jednička - eso - již zmizelo) na 36 (trojky, čtyřky a pětky byly odstraněny; dvojka nebo dvojka již v té době převyšovala krále), pravděpodobně z důvodu nedostatku papíru. Koncem 17. století, během tureckých válek, vyměnili králové listů a žaludů své koruny za turbany. Dvojky zobrazovaly různé výjevy. Na zelené dvojce byla pyramida s jednorožcem, jelenem a orlem, na dvojce žaludů byl zobrazen Bakchus, na kulové dvojce divočák napadený loveckým psem a na srdcové dvojce obvykle Amor. Kolem roku 1750 se tento vzor rozšířil po celém starém Bavorsku. Menší varianty tohoto vzoru se od roku 1918 rozšířily v kongresovém Polsku.

#### Moderní bavorské vzory
V nově vzniklém Bavorském království se po roce 1810 změnil starý bavorský vzor na moderní bavorský vzor. Na zelené dvojce se nyní objevuje váza a žaludový král dostal opět korunu, takže zelený král zůstal jedinou "orientální" figurou. Srdcový svršek nyní vyměnil svou tyč za meč, o který se opírá. Žaludový svršek a spodek nyní nosí pouze jednu zbraň, žaludový svršek však nese také oválný štít. Tento typ, navržený mnichovským kartářem Josefem Fetscherem, nakreslený frankfurtským kartářem C. L. Wüstem a vyrobený kolem roku 1854, je dnes znám jako mnichovský typ bavorského vzoru. Díky jeho výrobě výrobcem hracích karet F. X. Schmidem se dočkal širokého rozšíření. V roce 1882 vytiskla společnost United Altenburger und Stralsunder Spielkarten-Fabriken vlastní verzi bavorského vzoru, která se vrátila k návrhu frankfurtského výrobce karet Lennhoff & Heuser. Králové, svršci a spodci byli oblečeni do fantasy uniforem ve stylu historismu. Zásadní rozlišovací znaky tohoto stralsundského typu bavorského vzoru od jeho mnichovského typu jsou:
- Zelený svršek nese buben na pravém koleni místo na levém.
- Žaludový spodek nosí baret.
- Žaludový svršek má špičatý štít místo oválného.
- Bakchus na žaludovém esu má místo poháru na víno džbánek na pivo.
- Amor má motýlí křídla.

Ve 20. století se postupně začaly na pipové a dvorní karty přidávat indexy a převládl chybný tisk dvojky s písmenem A místo přesnějšího D. V současnosti se na dvojce objevují i další chyby.
Po druhé světové válce dříve převládající jednohlavé karty definitivně vymizely a byly nahrazeny dodnes rozšířenými obouhlavými vzory. Jednohlavé verze se občas dotiskují, ale spíše pro sběratelský zájem než pro hraní. Například v roce 1980 vydala společnost ASS omezený náklad jednohlavých balíčků mnichovského typu pro vývoz do západního Německa.

### Střední Evropa
Tellův vzor, maďarsky nazývaný také dvojitý německý vzor, je oblíbený v celém bývalém Rakousku-Uhersku, které zabírá velkou část střední a jihovýchodní Evropy. Na kartách svrška a spodka je vyobrazen Vilém Tell a další postavy z románu Friedricha Schillera Wilhelm Tell (titulní postavou je žaludový svršek). Hra byla napsána v roce 1804, její první maďarské představení se konalo v roce 1827 v Kluži (rakousky Klausenburg) a první balíčky karet vyrobil József Schneider z Pešti kolem roku 1835. Schneider vystřihl archy po 36 kartách, na které pomocí šablony nanesl červenou, šarlatovou, modrou a hnědou barvu. Poté ručně namaloval obličej, ruce a drobné ornamenty oblečení].
Postavy z dramatu byly vybrány tak, aby se vyhnuly cenzuře v době uherské opozice proti habsburské nadvládě. Příběh totiž pojednával o úspěšném povstání proti Habsburkům.
Po uherské válce za nezávislost v letech 1848-49 rakouská vláda karty zabavila. Rakouský Piatnik začal tento balíček vyrábět v roce 1865, změnil dva znaky. Esa nebo dvojky znázorňují čtyři roční období, která se v rakouské a maďarské verzi také poněkud liší. Slovensko-moravská verze navazuje na rakouskou verzi, ale neoznačuje znaky ani roční období. Králové nepředstavují nikoho konkrétního a jsou zobrazeni na koních. S výjimkou es jsou všechny karty s pípami označeny římskými číslicemi. Mírně odlišné jsou také symboly barev, především listy jsou nyní napůl žluté a zakončené třemi hroty. Karty se dodávají v balíčcích po 32, 33 (s Weli) nebo 36 kartách. Někdy se jim říká "švýcarské karty" kvůli národnosti znaků, ale tento vzor se ve Švýcarsku nepoužívá. V Maďarsku a dalších východoevropských zemích se nazývají "maďarské karty" a dodávají se pouze v baleních po 32 kartách.
Níže jsou uvedeny rozdíly mezi současnými iteracemi maďarské (první uvedené) a rakouské verze:
| hodnota karty | srdce                                           | kule                                                                              | zelené                                                                          | žaludy                                                                     |
| ------------- | ----------------------------------------------- | --------------------------------------------------------------------------------- | ------------------------------------------------------------------------------- | -------------------------------------------------------------------------- |
| spodek        | pastýř Kuoni nebo Werner Stauffacher            | Itel Reding                                                                       | Walter Fürst                                                                    | Rudolf Harras                                                              |
| svršek        | Hermann Gessler                                 | strážce Stüssi Arnold von Melchtal                                                | Ulrich of Rudenz                                                                | Vilém Tell                                                                 |
| eso           | Jaro, mladá žena sbírající květiny (různé pózy) | Léto, mladý muž odpočívající na kupce sena nebo mladá žena se srpem při senoseči. | Podzim, chlapec pije hroznovou šťávu vedle kádě nebo dva chlapci šlapou hrozny. | Zima, starý muž ohřívající se u ohně nebo stará žena nesoucí dříví na oheň |

### Francouzsko-německé hybridní balíčky

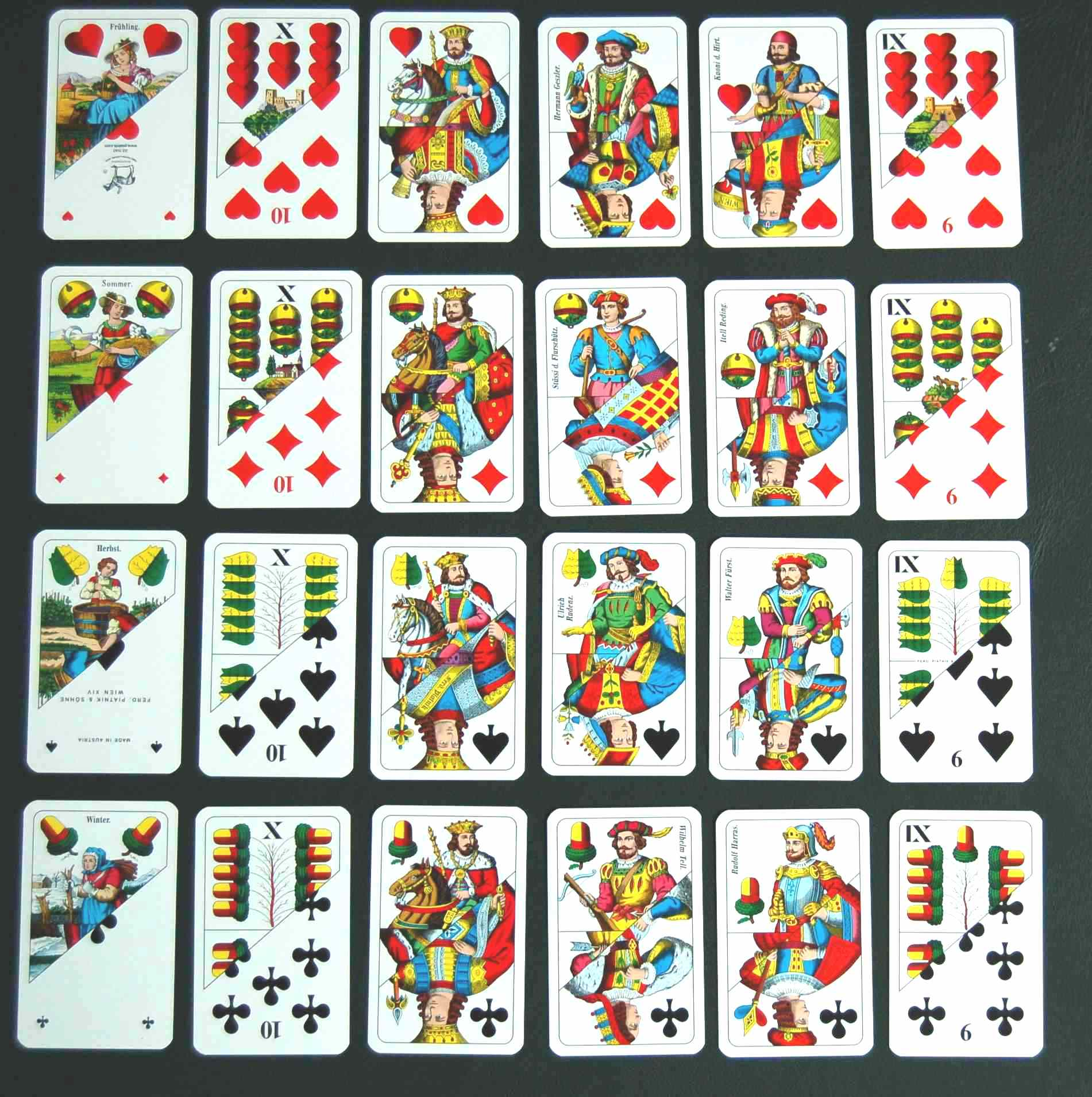
Rakouský hybridní balíček se vzorem Tell nahoře a vídeňským vzorem dole

Po sjednocení a znovusjednocení Německa byly vytvořeny kompromisní balíčky, které měly pomoci hráčům z celé země, kteří byli zvyklí na jiné barvy. Balíčky Skat Congress rozdělovaly karty diagonálně, přičemž jedna polovina používala vzor s francouzskými barvami a druhá polovina vzor s německými barvami. Tento způsob není v Německu ojedinělý, protože podobné rozdělené balíčky se nacházejí v Rakousku, Švýcarsku a dokonce i ve Francii.
Pro oficiální turnaje Skat byl vytvořen balíček Turnierbild, který používal berlínský vzor s francouzskými barvami, ale s německými barvami (zelené piky a žluté kára). Toto schéma používaly také balíčky Grimaud Junior.